# Gesang der Jünglinge
Gesang der Jünglinge im Feuerofen, meist auch offiziell nur als Gesang der Jünglinge bezeichnet, ist ein zentrales Frühwerk des Komponisten Karlheinz Stockhausen. Das Werk war bedeutend für die Entwicklung der elektronischen Musik. Es entstand 1955–56 im Studio für Elektronische Musik am Westdeutschen Rundfunk in Köln. Es wurde zusammen mit Gottfried Michael Koenig realisiert und am 30. Mai 1956 in Köln uraufgeführt. Die 5-Kanal-Komposition dauert 13 Minuten. Die Vokalpartien sang der damals zwölfjährige Josef Protschka. Das Werk ist Stockhausens damaliger Ehefrau Doris gewidmet.
Das Werk wird häufig als frühes „Meisterwerk der elektronischen Musik“ bezeichnet. Bedeutend ist insbesondere die Synthese von elektronischen/synthetischen Klängen mit der menschlichen Stimme, also mit gesungenen/natürlichen Klängen. Es wird damit oft als erste erfolgreiche Verknüpfung der zur damaligen Zeit in Deutschland avantgardistischen rein elektronisch erzeugten Musik und der in Frankreich entstandenen musique concrète gesehen. Zur Klangerzeugung werden Sinus- und Impulsgeneratoren und mit Tonbandtechnik nachbearbeitete Knabenstimmen verwendet.
Das Werk verarbeitet das biblische Thema Der Feuerofen aus dem Buch Daniel. Der Grad der Textverständlichkeit der nachbearbeiten Gesangspassagen wird als kompositorischer Parameter verwendet. Es ist ein frühes Beispiel für die Momentform.
Stockhausen hatte sein Stück zu einer Zeit für fünf Kanäle konzipiert, als Rundfunk und Schallplatte noch einkanalig (mono) ausgelegt waren. Als technisch avancierteste Studiotonbandmaschine stand ein Vierspurgerät zur Verfügung. Stockhausen wollte diese mit einer Einspurmaschine parallel laufen lassen, die Koordination erwies sich jedoch als unmöglich; daher mischte er die fünfte Spur zu der vierten Spur hinzu. Da das Band der fünften Spur unterdessen verloren gegangen war und erst zum Ende des 20. Jahrhunderts aus der vierten Spur rekonstruiert werden konnte, muss Gesang der Jünglinge rezeptionsgeschichtlich als Vierkanalstück betrachtet werden.
Bei der Aufführung sind fünf Lautsprechergruppen um das Publikum verteilt im Raum. Die Raumbewegungen der Klänge bilden eine essentielle, auskomponierte Werkebene. Dass die fünfte Gruppe von der Decke, als „Stimme Gottes“ strahlen sollte, ist eine unbelegte Legende. Stockhausen hat Mono- und Stereo-Versionen des Werkes für Radio und Schallplatte erstellt.